# Belle Meade
Belle Meade és una població dels Estats Units a l'estat de Tennessee. Segons el cens del 2000 tenia 2.943 habitants.

## Demografia
Segons el cens del 2000, Belle Meade tenia 2.943 habitants, 1.067 habitatges, i 882 famílies. La densitat de població era de 361,9 habitants/km².
Dels 1.067 habitatges en un 39,9% hi vivien nens de menys de 18 anys, en un 78,4% hi vivien parelles casades, en un 3,1% dones solteres, i en un 17,3% no eren unitats familiars. En el 15,5% dels habitatges hi vivien persones soles el 7,2% de les quals corresponia a persones de 65 anys o més que vivien soles. El nombre mitjà de persones vivint en cada habitatge era de 2,76 i el nombre mitjà de persones que vivien en cada família era de 3,08.
Per edats la població es repartia de la següent manera: un 30% tenia menys de 18 anys, un 2,8% entre 18 i 24, un 21% entre 25 i 44, un 31% de 45 a 60 i un 15,3% 65 anys o més.
L'edat mediana era de 43 anys. Per cada 100 dones de 18 o més anys hi havia 90,6 homes.
La renda mediana per habitatge era de 144.720 $ i la renda mediana per família de 194.016 $. Els homes tenien una renda mediana de 100.000 $ mentre que les dones 71.944 $. La renda per capita de la població era de 104.908 $. Entorn del 0,7% de les famílies i el 0,9% de la població estaven per davall del llindar de pobresa.

## Poblacions més properes
El següent diagrama mostra les poblacions més properes.